# رودريغو مورينو
رودريغو مورينو ماتشادو (بالإسبانية: Rodrigo Moreno Machado؛ المولود 6 مارس 1991) هو لاعب كرة قدم إسباني يلعب لنادي الغرافة معار من نادي الريان القطري ومنتخب إسبانيا لكرة القدم في مركز الهجوم.
بدأ رودريغو مسيرته مع الفريق الرديف لريال مدريد. وقع عام 2010 مع نادي بنفيكا البرتغالي وحصد معه أربع ألقاب بما فيها ثلاثية محلية في موسم 2013–14.
رغم أنه ولد في البرازيل إلا أنه لعب مع إسبانيا في الفئات العمرية الصغيرة، وفي عام 2013 فاز بالبطولة الأوروبية مع فريق ما تحت الواحد والعشرين عامًا الإسباني. وفي 2014، ظهر لأول مرة بقميص المنتخب الإسباني الأول وذلك في كأس العالم 2018 في روسيا.

## روابط خارجية
- رودريغو مورينو على موقع الاتحاد الدولي (مؤرشف)  (الإنجليزية)
- رودريغو مورينو على موقع الاتحاد الأوربي (الإنجليزية)
- رودريغو مورينو على موقع قاعدة بيانات كرة القدم.إي يو (الإنجليزية)
- رودريغو مورينو على موقع ليكيب (الفرنسية)
- رودريغو مورينو على موقع ناشيونال فوتبول تيمز (الإنجليزية)
- رودريغو مورينو على موقع Soccerbase.com (لاعب) (الإنجليزية)
- رودريغو مورينو على موقع Soccerway.com (الإنجليزية)
- رودريغو مورينو على موقع عالم كرة القدم.نت (الإنجليزية)
- رودريغو مورينو على موقع كووورة
- رودريغو مورينو على موقع أوليمبيديا (الإنجليزية)